# Рогові оркестри
Рогові оркестри, поширені в другій половині XVIII і на початку XIX ст. в Росії і на поміщицьких дворах в Україні, переважно з кріпаків. Інструменти складалися з рогів різної величини, кожний ріг міг видавати тільки один звук. Рогові оркестри мали своє нотне письмо, в якому були позначені тільки ритмічні вартості. Виконання музики роговими оркестрами вимагало великого фізичного зусилля. Проти практики рогових оркестрів протестували в Західній Європі.